# Azorstormsvala
Azorstormsvala (Hydrobates monteiroi) är en nyligen beskriven fågelart i familjen stormsvalor inom ordningen stormfåglar som enbart häckar i ögruppen Azorerna.

## Utbredning och systematik
Fågeln häckar på sommaren på Azorerna på tre småöar (Praia, Baixo och Baleia) utanför Graciosa samt ytterligare två skär utanför Flores. Dess pelagiska utbredningsområde vintertid är okänt men isotopanalyser av dess fjädrar visar att den troligen håller sig i närområdet. 
Azorstormsvalan beskrevs först 2008 efter att man fann att två populationer av oceanstormsvala (O. castro) på Azorerna inte bara hade olika häckningstid, utan också skilde sig åt genetiskt, morfologiskt och i ruggning. Idag urskiljer de flesta taxonomiska auktoriteter monteiroi som egen art, sedan 2022 även BirdLife Sverige.

### Släktestillhörighet
Tidigare placerades arten i släktet Oceanodroma. DNA-studier visar dock att stormsvalan (Hydrobates pelagicus) är inbäddad i det släktet. Numera inkluderas därför arterna Oceanodroma i Hydrobates, som har prioritet.

## Utseende
Azorstormsvalan är näranog identisk med oceanstormsvalan och det råder fortfarande kunskapsbrist hur dessa två arter skiljer sig åt morfologiskt. Liksom oceanstormsvalan är den en typiskt tecknad stormsvala med brunsvart kropp och vit övergump. Jämfört med andra stormsvalor är den relativt kraftig, bredvingad och kompakt med fyrkantig stjärt, ljusare täckarfält på vingarna och fötter som inte sticker utanför stjärten när den flyger. Klykstjärtad stormsvala som också kan förekomma i området har en smalare vit övergump (längre än bred). Azorstormsvala har något mer kontrastrika täckarfält än oceanstormsvalan.

## Ekologi

### Häckning
Liksom hos alla stormfåglar läggs endast ett ägg som ruvas av båda föräldrarna. Det läggs mellan slutet av april och början av juli. De tidigare ungarna kläcks i juni och de senaste ungarna är flygga i oktober. Ungfåglarna återvänder till kolonierna först när de är två år gamla.

### Föda
Azorstormsvalans föda är okänd, men isotopanalyser av dess fjädrar visar att den troligen skiljer sig från oceanstormsvalan. De födosöker vanligen vid ytan, men kan också göra grunda dyk (i snitt 85 centimeter).

## Status
IUCN kategoriserar arten som sårbar. Världspopulationen tros bestå av endast 350-1500 individer. Beståndet betraktas som stabilt och den kan eventuellt ha ökat på sistone på grund av förbättrade häckningsresultat sedan artificiella bolådor installerats.

## Namn
Fågelns vetenskapliga artnamn hedrar Luis Monteiro (1962-1999), portugisisk ornitolog och ekotoxikolog. På svenska kallades arten tidigare monteirostormsvala men tilldelades ett nytt namn i samband med att BirdLife Sveriges taxonomikommitté urskilde den som egen art.